# 1/2 (石川智晶單曲)
《1/2》是日本女性創作歌手石川智晶的第4張（總計第5張）單曲。2007年11月21日由Flying DOG（JVC Entertainment）發行。
此外，這首歌曲的日文念法不是通常的，而是「一半（半分／はんぶん）」

## 解說
《1/2》是自從石川的第一張專輯《我們仍還未知道。》發行之後的首張單曲和2007年度單曲的第3彈。該歌曲曾被2007年10月至2008年3月在TBS、BS-i播出的電視動畫《逮捕令 全速前進》當作片尾主題歌曲起用。至於歌詞的內容主題描述同名作品系列主角辻本夏實、小早川美幸她們兩人的友情。
另外，該歌曲也是自從她的上一張單曲《涙》之後第2首沒有出PV的單曲。即使沒有製作出PV，卻有當作廣告或動畫插圖使用；動畫部分，則是請以往在《逮捕令》系列擔任人物設計的中嶋敦子負責。

## 收錄歌曲
所有歌曲由石川智晶作詞、作曲，編曲。
1. 1/2
  - TBS、BS-i電視動畫《逮捕令 全速前進》片尾主題曲
2. 沙灘上的海豚
3. 1/2 -without vocal-
4. 沙灘上的海豚 -without vocal-